# Каноны Евсевия

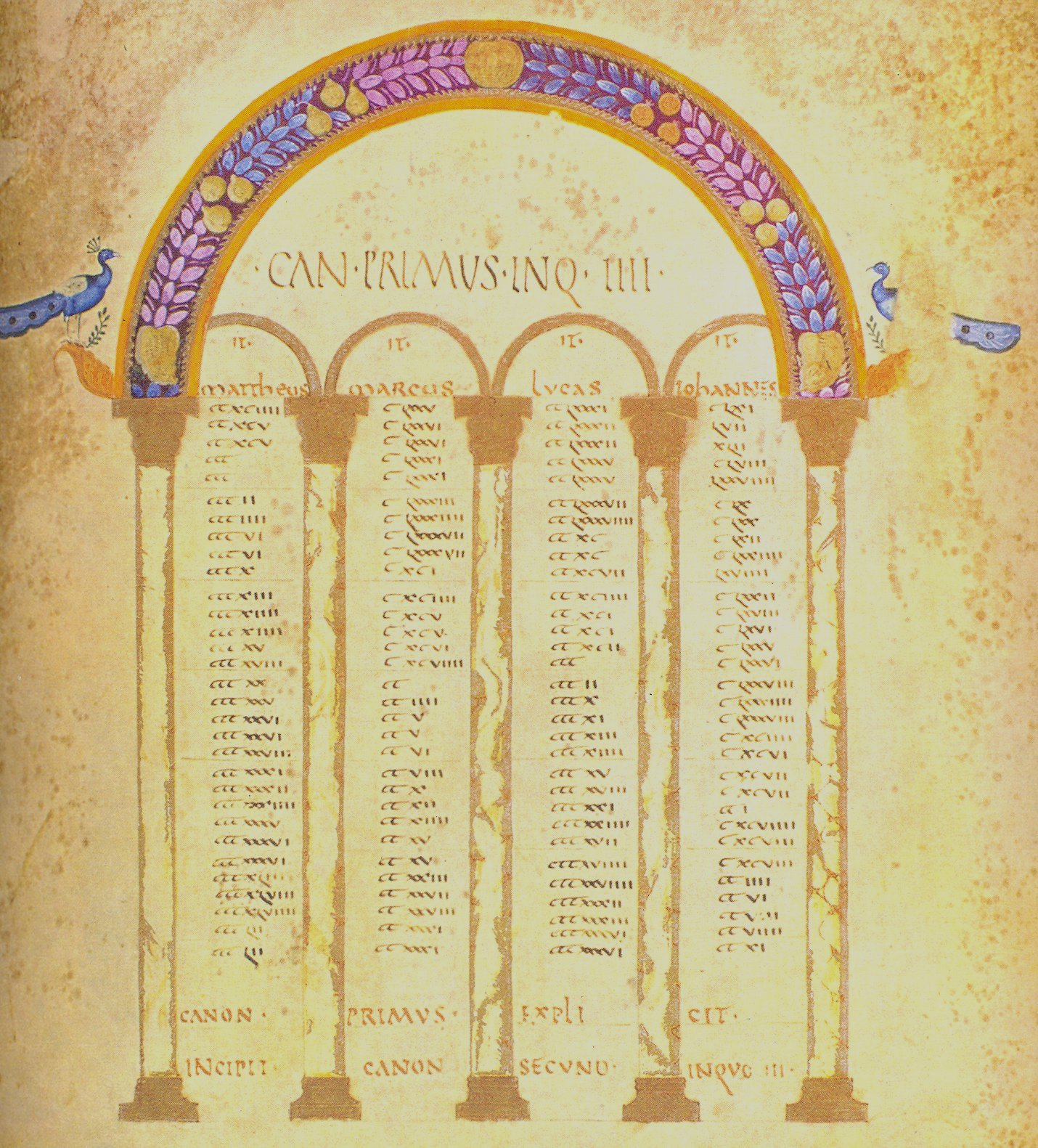
Таблицы канонов Евсевия (окончание первого канона). Латинская рукопись Евангелий, V в. Апостольская библиотека, Ватикан (Vat. Lat. 3806. F° 2v.)

Страница из Ватиканского кодекса 354, Евангелия от Луки (Лк 17:34—18:8), написанного поздним унциальным письмом (949 г.). На полях рукописи чётко видны номера фрагментов и подписанные под ними номера таблиц: СΙΒ/Ε = 212/V, СΙΓ/Ε = 213/V и СΙΔ/Ι = 214/X.

Кано́ны Евсе́вия — система ссылок между параллельными местами четырёх Евангелий, разработанная в первой половине IV века Евсевием Кесарийским. Каноны Евсевия воспроизводились во многих рукописях Евангелий поздней античности и Средневековья, а впоследствии и в ряде печатных изданий. Возник особый стиль художественного оформления рукописных таблиц канонов в виде аркад, обрамляющих столбцы номеров параллельных фрагментов.

## Устройство канонов
Евангелия от Матфея, Марка, Луки и Иоанна разбиты Евсевием соответственно на 355, 233, 342 и 232 фрагмента, размер которых зависит от наличия параллелей в остальных Евангелиях. Фрагменты нумеруются последовательно от начала к концу каждого Евангелия. Эти номера помещаются на полях евангельского текста рядом с началом соответствующего фрагмента. Номера фрагментов, имеющих параллели в том или ином наборе Евангелий, собраны в 10 таблиц (канонов):
- Канон I: номера фрагментов, имеющих параллели в остальных трёх Евангелиях
- Канон II: параллельные места из Мф, Мк и Лк
- Канон III: Мф, Лк, Ин
- Канон IV: Мф, Мк, Ин
- Канон V: Мф, Лк
- Канон VI: Мф, Мк
- Канон VII: Мф, Ин
- Канон VIII: Лк, Мк
- Канон IX: Лк, Ин
- Канон X: фрагменты каждого из Евангелий, не имеющие параллелей у остальных евангелистов (собственно, этот канон состоит не из одной, а из четырёх таблиц)[3].

Каждый из канонов Евсевия представляет собой ряд параллельных колонок с цифрами. Число колонок равно числу сличаемых Евангелий. Например, вот как начинаются каноны I и II:
| Мф | Мк | Лк | Ин |
| -- | -- | -- | -- |
| 8  | 2  | 7  | 10 |
| 11 | 4  | 10 | 6  |
| 11 | 4  | 10 | 12 |
| 11 | 4  | 10 | 14 |
| 11 | 4  | 10 | 28 |
| 14 | 5  | 13 | 15 |
| …  | …  | …  | …  |

| Мф | Мк  | Лк  |
| -- | --- | --- |
| 15 | 6   | 15  |
| 21 | 10  | 32  |
| 31 | 102 | 185 |
| 32 | 39  | 79  |
| 32 | 39  | 133 |
| 50 | 41  | 56  |
| …  | …   | …   |

Номера фрагментов в первой колонке располагаются в порядке возрастания, в остальных же по принципу параллельности. Как видно из приведённых таблиц, одному фрагменту может найтись несколько параллельных мест в другом Евангелии, так что один и тот же номер может встречаться в колонке несколько раз. На полях текста Евангелий под каждым из номеров фрагментов указывается (в рукописях, как правило, красными чернилами) номер канона, содержащего отсылки к фрагментам, параллельным данному. Таким образом, если читатель греческой или латинской рукописи видел на полях Евангелия от Марка следующую пометку (в первом столбике — обозначение, принятое в современных изданиях):
| 39 II | ΛΘ Β | XXXVIIII II |

он понимал, что отсылка к канону II указывает на то, что данное место из Евангелия от Марка имеет параллели у Матфея и Луки. Обратившись ко второй таблице Евсевия (таблицы располагались, как правило, в начале рукописи) и найдя в её второй колонке номер фрагмента 39, он обнаруживал, что ему соответствует фрагмент 32 Евангелия от Матфея и фрагменты 79 и 133 Евангелия от Луки (см. выше начало канона II), которые легко найти, обратившись к размеченному тексту соответствующего Евангелия:
| Мф 32 (5:14—16): Вы — свет мира. Не может укрыться город, стоящий на верху горы. И, зажегши свечу, не ставят её под сосудом, но на подсвечнике, и светит всем в доме. Так да светит свет ваш пред людьми, чтобы они видели ваши добрые дела и прославляли Отца вашего Небесного. | Мк 39 (4:21): И сказал им: для того ли приносится свеча, чтобы поставить её под сосуд или под кровать? не для того ли, чтобы поставить её на подсвечнике? | Лк 79 (8:16): Никто, зажегши свечу, не покрывает её сосудом, или не ставит под кровать, а ставит на подсвечник, чтобы входящие видели свет. Лк 133 (11:33): Никто, зажегши свечу, не ставит её в сокровенном месте, ни под сосудом, но на подсвечнике, чтобы входящие видели свет. |

Если под номером фрагмента читатель видел цифру X, он понимал, что этот фрагмент параллелей у других Евангелистов не имеет. В этом случае обращаться к таблицам не имело смысла.

### Особенности
В отличие от современных синопсисов и способов анализа текста, позволяющих определять т. н. общий и особый материал Евангелий с точностью до отдельных слов, каноны Евсевия предоставляют лишь самые элементарные возможности нахождения евангельских параллелей. В качестве параллельных в канонах могут выступать:
- Фрагменты, содержащие описание одного и того же события
  - Пример: Крещение Иисуса Иоанном Предтечей (фрагменты Мф 14, Мк 5, Лк 13, Ин 15; см. начало канона I выше)
- Фрагменты, содержащие описание схожих событий, происходящих в разное время и/или в разных местах
  - Пример: Чудесный улов рыбы (фрагменты Лк 30, Ин 219)
- Фрагменты, содержащие схожие изречения[5]
  - Пример: Изречение о свече под сосудом (см. выше)
- Фрагменты, занимающие схожее место в структуре текста разных Евангелий
  - Пример: В качестве параллелей к началу пролога Евангелия от Иоанна (Ин 1:1—5) даны генеалогии Иисуса, приведённые у Матфея и Луки (фрагменты Мф 1, Лк 14, Ин 1)

Каноны Евсевия различаются по размеру. Наибольшее число параллелей содержит канон II, описывающий общий материал синоптических Евангелий. Большое число параллелей содержат также каноны I (общий материал всех четырёх Евангелий) и V (Мф—Лк). Из четырёх таблиц, составляющих канон X, наибольший размер имеет последняя, описывающая особый материал Евангелия от Иоанна.

## История

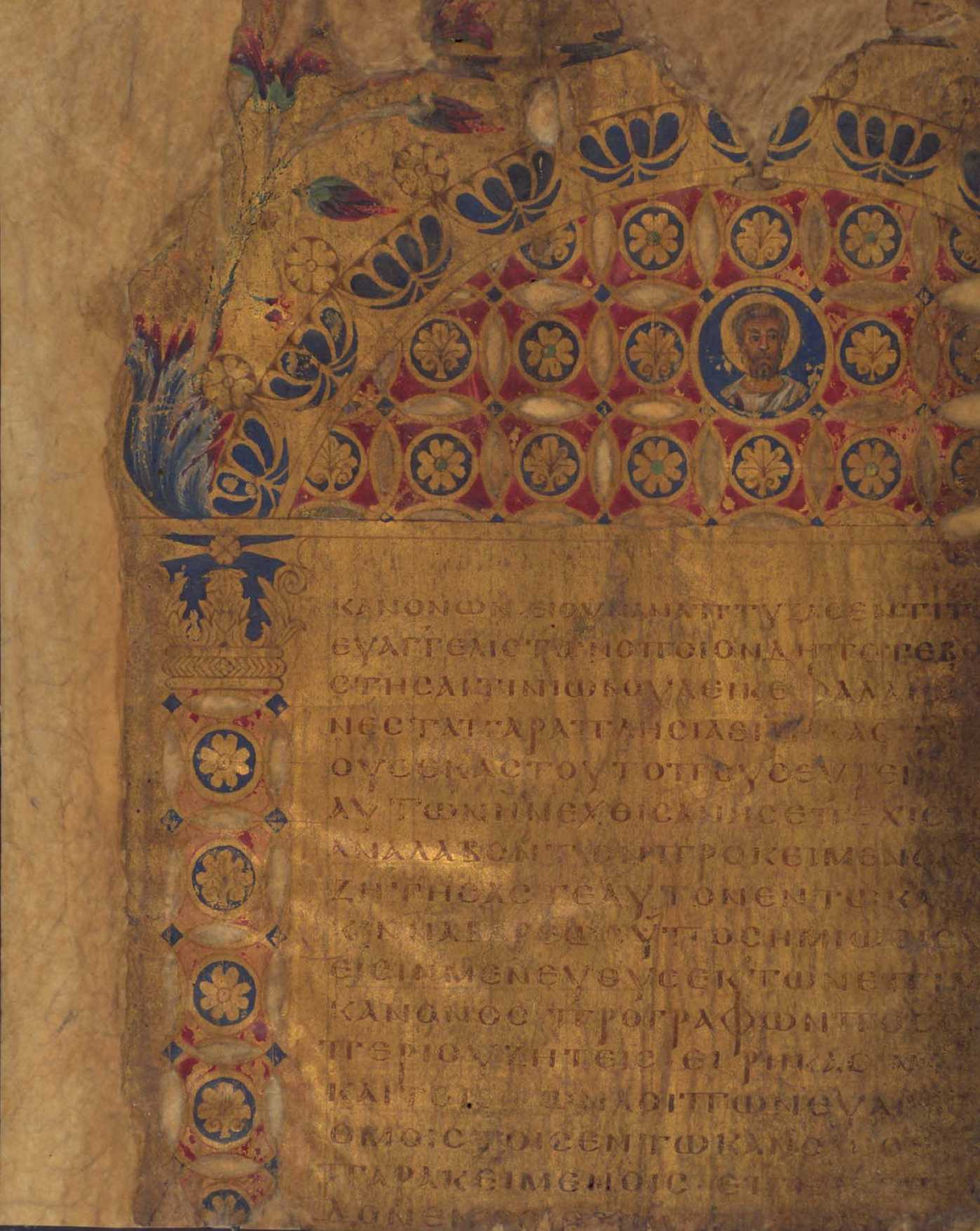
Фрагмент письма Евсевия Карпиану из византийской рукописи VI—VII в. Лондонские таблицы канонов, Британская библиотека, Лондон (Add. MS 5111)

### Создание и рукописная традиция
Евсевий Кесарийский разработал свою систему ссылок задолго до возникновения принятого сейчас деления книг Священного Писания на главы и стихи. Принцип построения канонов был описан им в письме другу-христианину Карпиану. Впоследствии, во многих рукописях Евангелий это письмо помещалось на первых листах в качестве инструкции по использованию канонов. Евсевий пишет, что использовал в качестве отправной точки гармонию четырёх Евангелий, составленную Аммонием Александрийским, который разместил параллельно с Евангелием от Матфея схожие фрагменты из остальных Евангелий. При этом порядок евангельского текста сохранялся лишь для Матфея, в то время как остальной текст выстраивался по принципу параллельности тексту Матфея, а не в порядке изложения остальных евангелистов. К тому же, текст остальных Евангелий, судя по всему, был представлен не полностью, а только в той мере, в какой он находил параллели у Матфея. В свою очередь, Евсевий решил разработать систему ссылок на параллельные места, которая не нарушала бы исходный порядок и целостность текста ни в одном из Евангелий, и при этом позволяла бы читателю распознать те места, в которых «любовь к истине заставила каждого из евангелистов рассказать об одном и том же». Неизвестно, насколько Евсевий при построении своих канонов использовал разбивку Евангелий на фрагменты, сделанную Аммонием, но впоследствии принятая Евсевием разбивка получила название Аммониевых секций.
Система канонов Евсевия довольно скоро получила широкое распространение. В частности, разбиение Аммония используется в четырёх из пяти важнейших унциальных рукописей Нового Завета на греческом языке, а именно в Синайском (IV в.), Александрийском (V в.), Ефремовом (V в.) кодексах и кодексе Безы (V—VI в.), хотя и отсутствует в Ватиканском кодексе. Сами таблицы в составе кодексов отсутствуют, но разметка на полях евангельского текста указывает на их возможное первоначальное присутствие.

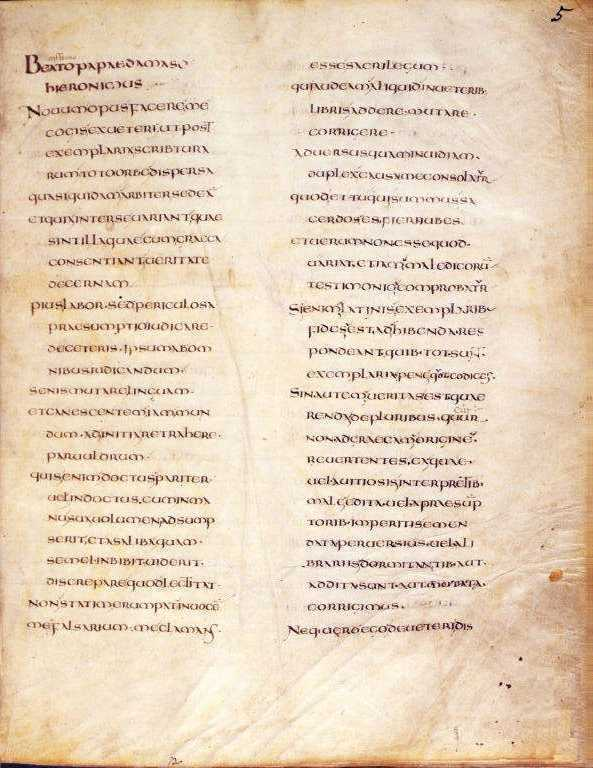
Начало письма св. Иеронима папе Дамасу из латинского Четвероевангелия VIII в. Codex Beneventanus, Британская библиотека, Лондон (Add. MS 5463)

В конце IV века Иероним Стридонский использовал каноны Евсевия в новой редакции латинского перевода Евангелий, вошедшей впоследствии в состав Вульгаты. В многочисленных латинских рукописях Евангелий воспроизводится написанное в 383 г. письмо Иеронима римскому папе Дамасу, в котором он объясняет принципы подготовки текста и, среди прочего, устройство и преимущества использования канонов Евсевия. После этого каноны Евсевия стали широко использоваться в латинских рукописях Евангелий. Возможно, именно такой рукописью пользовался Августин при написании трактата «О согласии евангелистов». Кроме того, каноны встречаются в рукописях перевода Четвероевангелия на сирийский, коптский, готский, армянский и другие языки, включая церковнославянский (см., например, рукопись № 70 (недоступная ссылка) начала XVII века из собрания библиотеки Свято-Троицкой Сергиевой Лавры).
В Средние века в ряде кодексов использовалась усовершенствованная система ссылок между параллельными аммониевыми главами. Примером может служить Базельский кодекс (Византия, VIII век). На его полях приведены традиционное разбиение Аммония и номера канонов Евсевия, но читателю нет необходимости обращаться к соответствующим таблицам, поскольку номера параллельных фрагментов других Евангелий приведены тут же, на нижнем поле страницы.

### Печатные издания
Использование канонов Евсевия продолжилось и после изобретения книгопечатания. Эразм Роттердамский, подготовивший первое из опубликованных печатных изданий Нового Завета на греческом языке (1516 г.), уже во второе издание (1519 г.) включил каноны Евсевия. Впоследствии, каноны Евсевия использовались во многих публикациях греческого Нового Завета, в частности, в изданиях, подготовленных Стефаном (1550), Миллем (1707), Лахманом (1842) и Тишендорфом (1854). Воспроизводятся они и в наиболее широко используемом современном издании критического текста Нового Завета — Novum Testamentum Graece Нестле-Аланда — в качестве удобного инструмента работы с текстом, до сих пор применяемого в новозаветной науке. Подготовивший первые издания этой книги выдающийся немецкий библеист Эберхард Нестле указал также на ценность канонов Евсевия для текстологии Нового Завета. Сам он составил коллации номеров секций и канонов из упомянутых выше четырёх важнейших унциальных рукописей. Тем не менее, таблицы канонов, помещённые перед подготовленным им критическим текстом, опираются не непосредственно на рукописи, а на предшествующие печатные издания. Это сильно снижает их текстологическую ценность, так как в конечном итоге рукописная база этих таблиц в значительной степени сводится к ограниченному набору поздних и не самых лучших в текстологическом отношении манускриптов, которыми пользовался Эразм. Издания таблиц канонов Евсевия, опирающегося на лучшие греческие рукописи, до сих пор не существует. Однако такая работа была проделана с лучшими рукописями Вульгаты. Таблицы, опубликованные в штутгартском издании Biblia Sacra iuxta Vulgatam versionem, опираются на древние кодексы и, возможно, имеют больше сходства с первоначальным вариантом канонов, составленных Евсевием.

## Оформление таблиц
Таблицы канонов довольно рано привлекли внимание художников, украшавших рукописи. Выработался особый стиль арочного обрамления таблиц, характерный для позднеантичной практики оформления рукописей, в частности, хронографов (календарей). Некоторые таблицы сопровождались портретами евангелистов, стиль изображения которых также восходил к секулярной античной традиции изображения автора на фронтисписе рукописи, а также к портретам императоров в позднеантичных календарях, таких как хронограф 354 года, сохранившийся в копии XVII века. Во многих манускриптах, особенно ранних, таблицы канонов были единственным декорированным элементом (возможно, наряду с несколькими инициалами). Такие таблицы являются особенно ценными с искусствоведческой точки зрения, поскольку позволяют проследить развитие книжной орнаментики и иллюминации в начале Средневековья. От этого периода сохранилось мало рукописей, и даже в самых богато декорированных из них число страниц, имеющих украшения, меньше, чем в более поздних иллюминированных манускриптах.

|  |  |
|  |  |

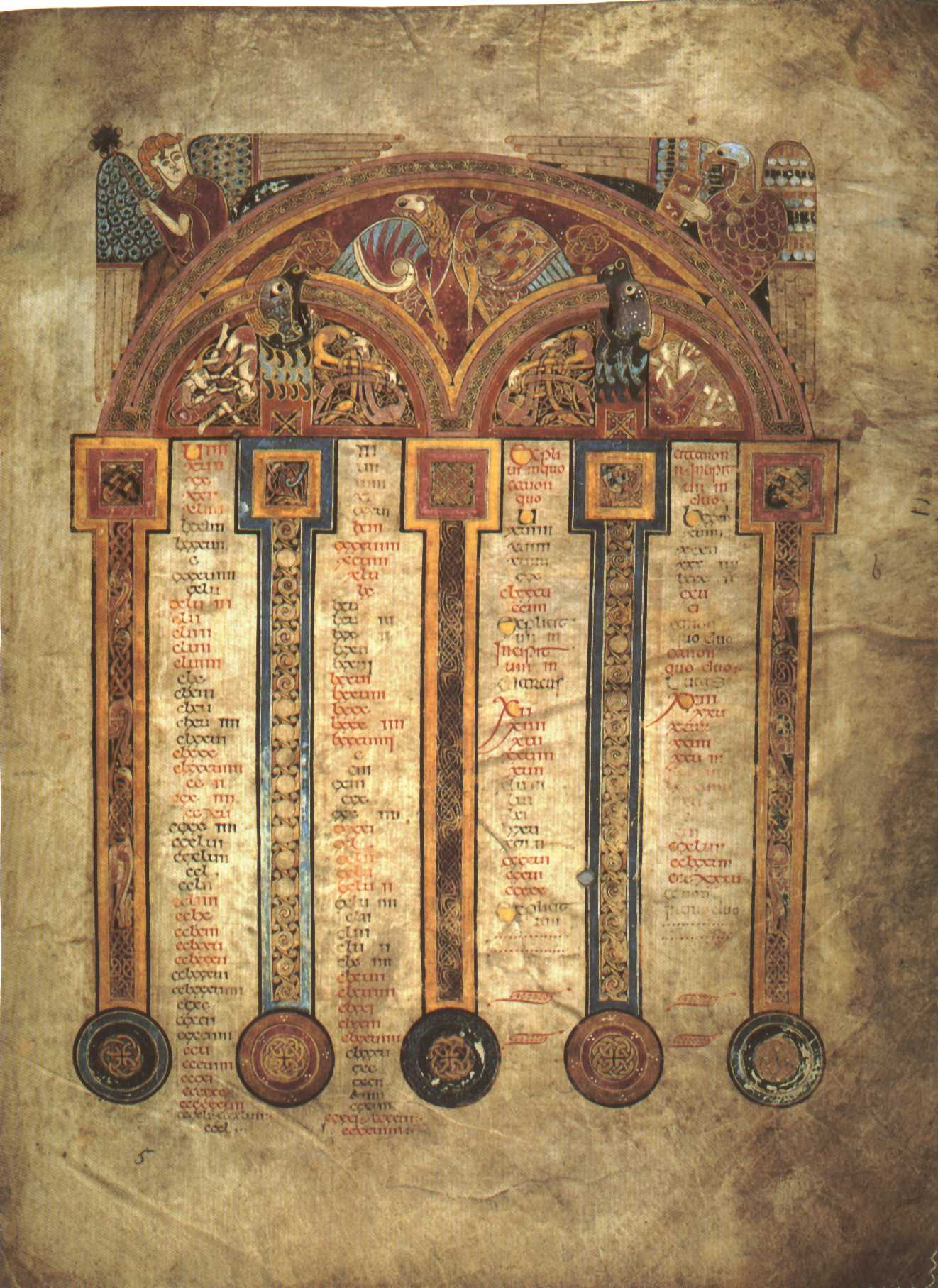
Таблицы канонов из Келлской книги.

Оформлению рукописных канонов Евсевия посвящён ряд кодикологических и искусствоведческих работ. В частности, шведский историк искусства Карл Норденфальк предпринял детальное исследование распределения канонов по страницам, деления на столбцы и оформления арочных обрамлений в позднеантичных и раннесредневековых рукописях. Целью исследования было попытаться восстановить характер античного прототипа, который, как предполагается, был изготовлен при жизни Евсевия в скриптории в Кесарии Палестинской, а также выявить приемы художественного оформления обрамлений канонов и проследить их эволюцию. Норденфальк пришёл к заключению, что раннесредневековые армянские кодексы (в особенности, Эчмиадзинское Евангелие — рукопись, выполненная в 989 году в монастыре Бхено Нораванк и переданная из собрания монастыря Эчмиадзин в Матенадаран, где она хранится под номером 2374) наиболее близки к античному прототипу. К этому выводу его привёл, в частности, т. н. кесарийский тип евангельского текста этих рукописей, свидетельствующий о том, что их родословная восходит к манускриптам, выполненным в Кесарии. В латинских таблицах канонов сохранилось разделение на фрагменты, принятое Евсевием, но при этом выработался особый стиль оформления, характерный для подъёма западного искусства второй половины IV века. В сирийских рукописях, напротив, использовалась несколько иная разбивка на фрагменты, а оформление представляло собой «провинциальный» вариант греческих таблиц.

## Примеры оформления

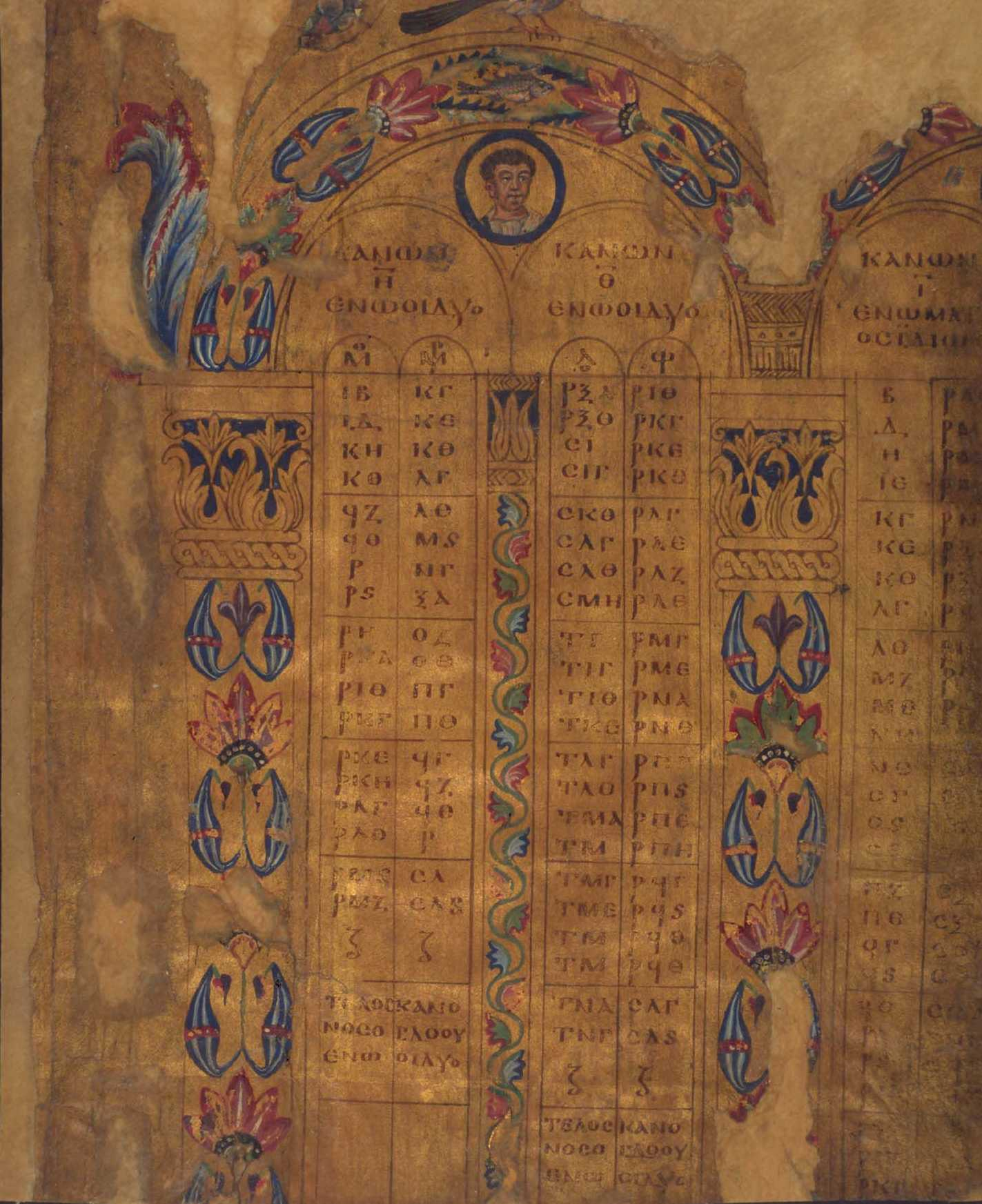
Лондонские таблицы канонов[англ.] (Византия, VI—VII в.)
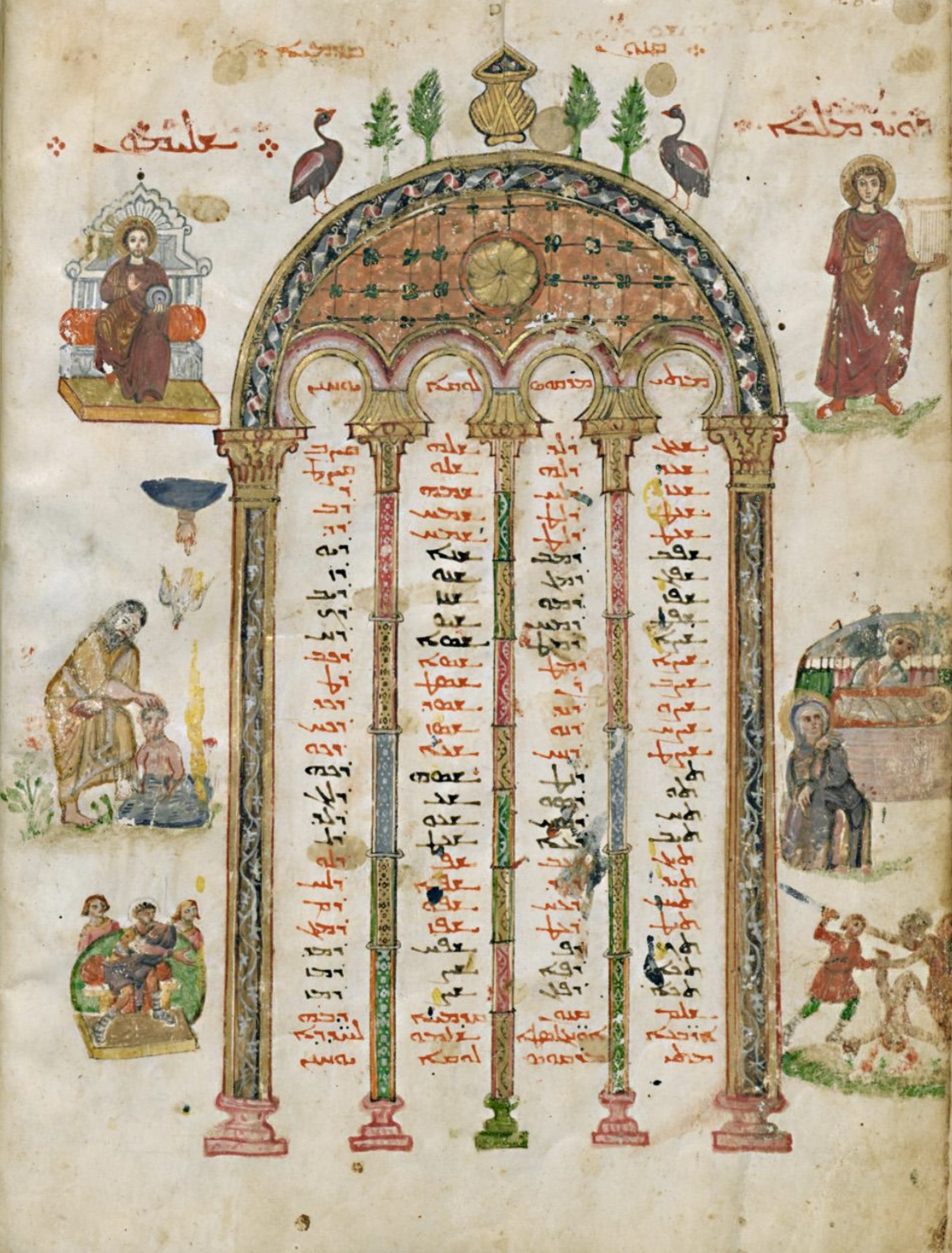
Евангелие Рабулы (Сирия, VI в.)
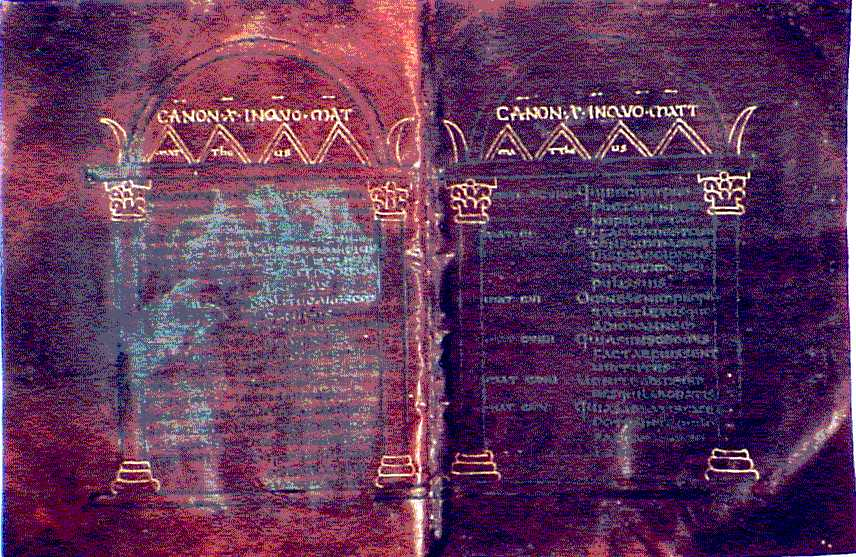
Кодекс из Брешии (Италия(?), VI в.)
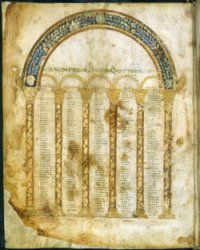
Codex Beneventanus[англ.] (Италия, VIII в.)
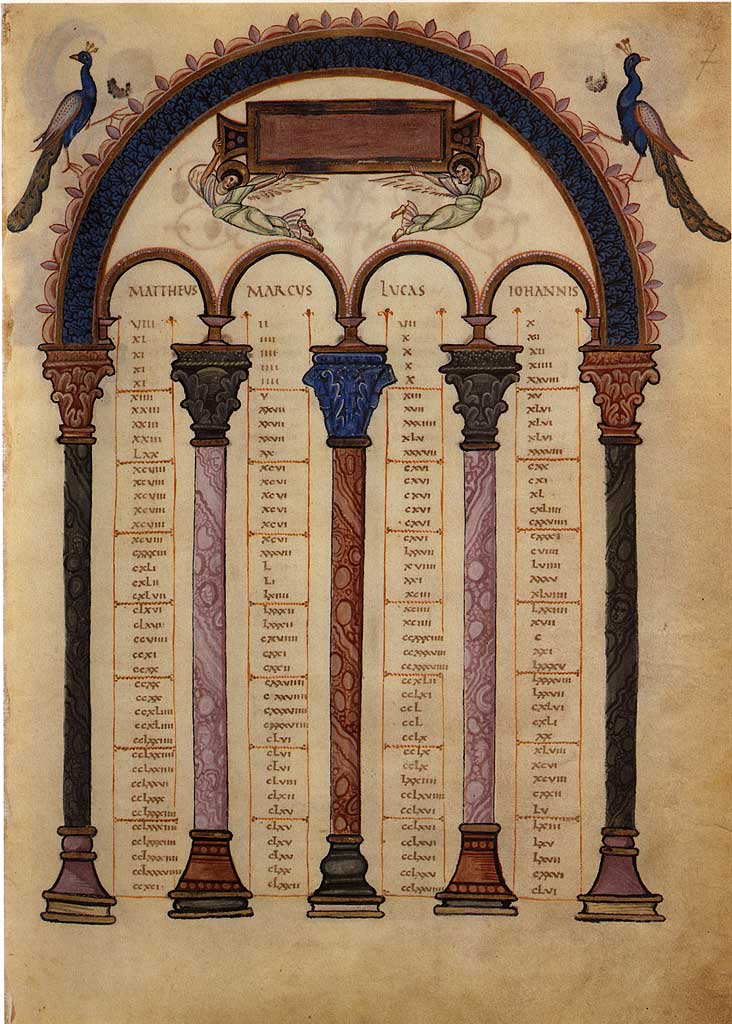
Евангелие из Лорша. Каролингская рукопись, 778—820 г. Начало канона I.
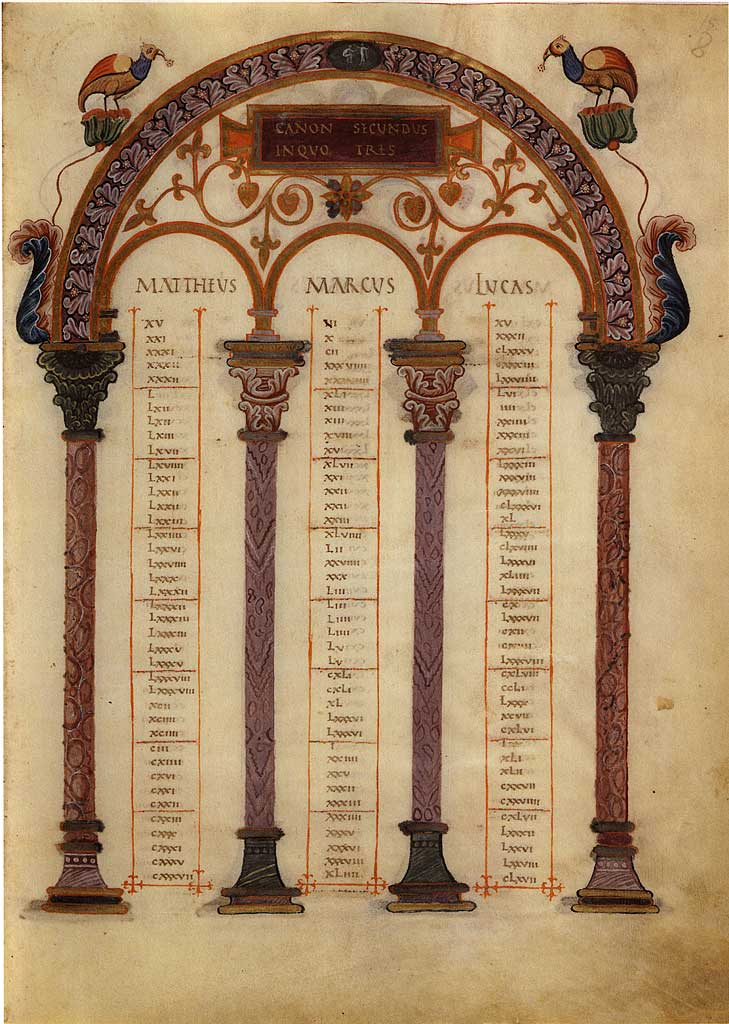
Евангелие из Лорша. Начало канона II.
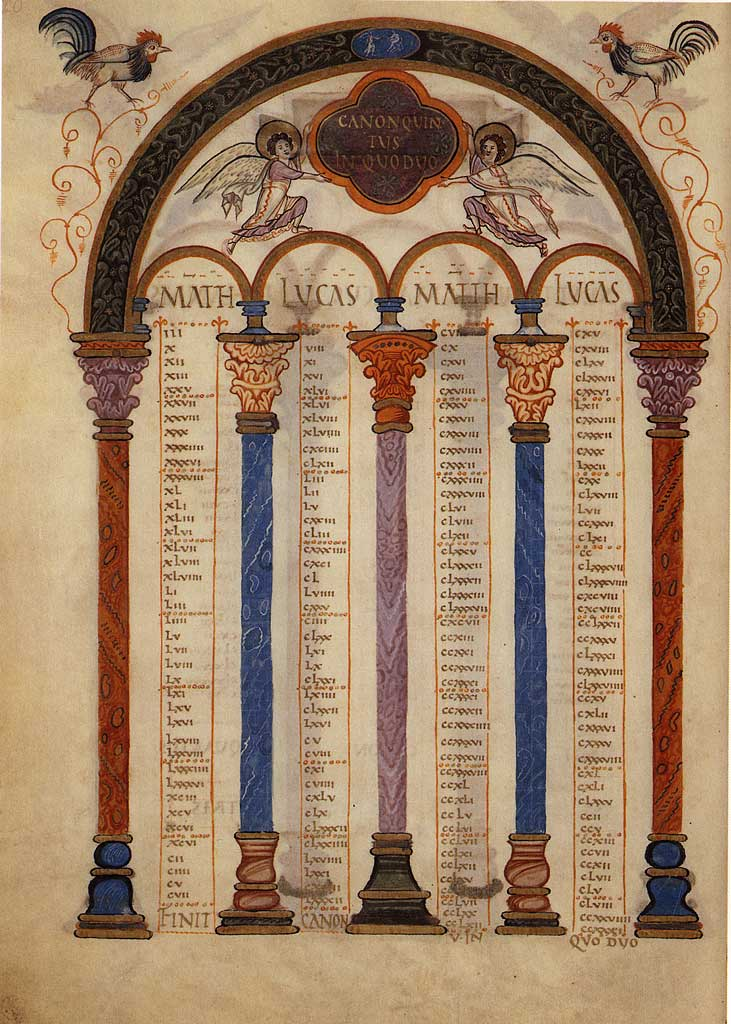
Евангелие из Лорша. Начало канона V.
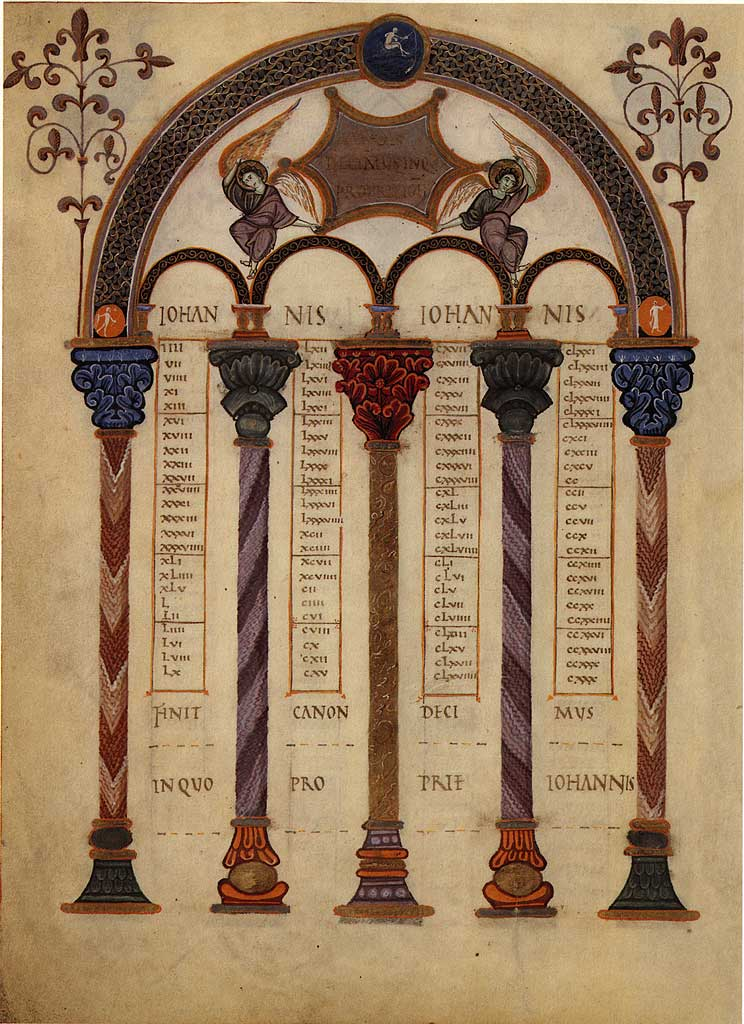
Евангелие из Лорша. Окончание канона X.